# Николози
Николози (итал. Nicolosi) је насеље у Италији у округу Катанија, региону Сицилија.
Према процени из 2011. у насељу је живело 7061 становника. Насеље се налази на надморској висини од 758 м.

## Становништво
Према резултатима пописа становништва 2011. у општини је живело 7.156 становника.
| 1931. | 1936. | 1951. | 1961. | 1971. | 1981. | 1991. | 2001. | 2011. |
| ----- | ----- | ----- | ----- | ----- | ----- | ----- | ----- | ----- |
| 3.344 | 3.368 | 3.393 | 3.701 | 3.862 | 4.497 | 5.365 | 6.197 | 7.156 |